# Krasenlehre
Unter Krasenlehre werden Krankheitsauffassungen verstanden, die der Mischung von Körpersäften grundlegende Bedeutung für Gesundheit und Krankheit zuweisen. Die Theorie lehnt sich an frühere Krasislehren (beruhend etwa auf Alkmaion, Empedokles und Polybos, dem Schüler und Schwiegersohn von Hippokrates) und humoralpathologische Vorstellungen von Polybos, Hippokrates und Galenos an. Im engeren Sinn wurde der Begriff im Zusammenhang mit der „Blutpathologie“ Carl von Rokitanskys (1804–1878) verwendet, der davon ausging, dass die Mischung des Blutes (die „Krase“) primär verantwortlich für die Entstehung von Krankheiten sei. Nach einer deutlichen Kritik von Rudolf Virchow ließ Rokitansky die Krasenlehre fallen.